# رئیس‌وند
رئیس‌وند، روستایی از توابع بخش طرهان شهرستان کوهدشت در استان لرستان، ایران است. در این روستا ۱۰۵ خانوار زندگی میکنند و یکی از باغ های زیبای این منطقه متعلق به مرحوم عیدی نقی زاده است

## جمعیت
این روستا در دهستان طرهان شرقی قرار دارد و براساس سرشماری مرکز آمار ایران در سال ۱۳۸۵، جمعیت آن ۵۴۸ نفر (۱۰۴خانوار) بوده‌است.